# Hesychotypa nyphonoides
Hesychotypa nyphonoides är en skalbaggsart som först beskrevs av Francis Polkinghorne Pascoe 1859.  Hesychotypa nyphonoides ingår i släktet Hesychotypa och familjen långhorningar. Inga underarter finns listade i Catalogue of Life.